# Megaderma spasma
Megaderma spasma är en fladdermusart som först beskrevs av Carl von Linné 1758.  Megaderma spasma ingår i släktet Megaderma och familjen storöronfladdermöss. IUCN kategoriserar arten globalt som livskraftig. Inga underarter finns listade i Catalogue of Life. Wilson & Reeder (2005) skiljer mellan 17 underarter.

## Utseende
Arten når en kroppslängd (huvud och bål) av 65 till 95 mm och saknar svans. Den har blågrå päls på ovansidan och gråbrun päls på undersidan. Fladdermusen har stora öron som är sammanlänkade på hjässan och i varje öra finns en stor spetsig tragus. Näsans blad har en oval form med en tjockare del i mitten där flera hudflikar är ansluten. Bladet används för ekolokaliseringen. Trots att svansen saknas är den del av flygmembranen som ligger mellan bakbenen stor. På grund av de stora tänderna som påminner om vampyrernas (Desmodontinae) tänder fick släktets arter det engelska trivialnamnet "false vampire bats", men Megaderma spasma suger inte blod. Vikten är 20 till 31 g.

## Utbredning och habitat
Megaderma spasma har ett stort utbredningsområde i Sydostasien. Den förekommer i sydvästra Indien, i Sri Lanka och sedan från östra Indien till Vietnam, Malackahalvön, Sumatra, Borneo, Java, Sulawesi, Halmahera och Filippinerna. En liten avskild population finns i centrala Indien. Arten lever i låglandet och i bergstrakter upp till 1600 meter över havet. Denna fladdermus föredrar fuktiga habitat som regnskogar.

## Ekologi
Individerna bildar vanligen små flockar och vilar i grottor, övergivna gruvor, trädens håligheter och i byggnader som används sällan av människor. Ibland förekommer kolonier med några hundra medlemmar. Vid viloplatsen håller individerna vanligen lite avstånd från varandra. Megaderma spasma flyger tätt över marken och jagar huvudsakligen insekter som plockas från växter eller från marken. Enligt olika källor ingår även små ryggradsdjur som grodor, möss, småfåglar och fiskar i födan men enligt IUCN äter Megaderma spasma inga ryggradsdjur. Arten transporterar sina byten vanligen till viloplatsen innan de äts.
Parningen sker mellan november och januari. Efter 150 till 160 dagar dräktighet föder honan mellan april och juni en unge, sällan tvillingar. Allmänt föds ungen kort före regntiden. Under de följande 2 till 3 månader klamrar sig ungen fast i moderns päls när hon jagar.